# Myxobolus arabicus
Myxobolus arabicus is een microscopische parasiet uit de familie Myxobolidae. Myxobolus arabicus werd in 2002 beschreven door Kardousha & El-Tantawy. 